# 孝昭皇后元氏
孝昭皇后（こうしょうこうごう、生没年不詳）は、中国の北斉の孝昭帝高演の皇后。姓は元。本貫は河南郡洛陽県。

## 経歴
北魏の宗室の元蛮（元叉の弟で、明元帝の弟の拓跋煕の玄孫）の娘として生まれた。北斉の常山王高演に嫁いで常山王妃に立てられた。天保末年に文宣帝が元氏一族を粛清した際、高演のおかげで元蛮の家族は赦免され、歩六孤の姓を賜った。
560年（皇建元年）8月に孝昭帝が即位すると、11月に元氏は皇后に立てられた。561年（皇建2年）11月に孝昭帝が晋陽で死去すると、元氏は棺を守って鄴に向かった。汾水の橋を渡ったとき、武成帝は元氏が奇薬を持っていると聞いて、追いかけたが薬を得られず、車の中で宦官に辱めさせた。元氏は降格されて順成宮に住んだ。武成帝が楽陵王高百年を殺害すると、元氏は武成帝に隔意を抱いた。宮中では元氏をめぐる流言飛語が起こり、武成帝が元氏の父や兄の書信を入手したため、父の元蛮は免官された。北斉が滅ぶと、元氏は北周の宮中で生活した。楊堅が北周の丞相になると、自由にされて山東に帰った。

## 伝記資料
- 『北斉書』巻9 列伝第1
- 『北史』巻14 列伝第2 后妃下